# Zastava

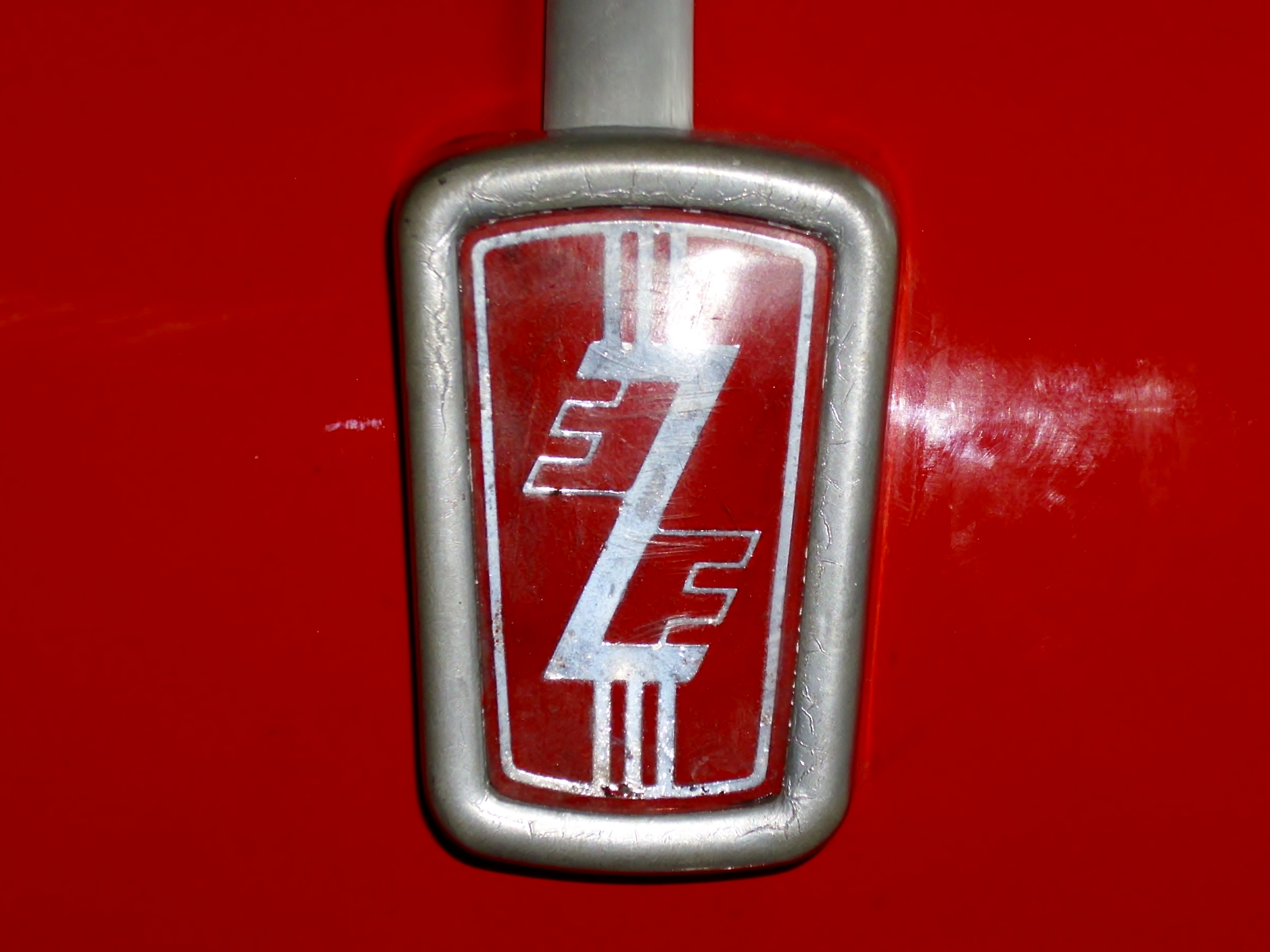
Logo an einem Fahrzeug (1968)

Zastava Automobili AD (serbisch Застава аутомобили АД, Zastava automobili AD) war ein jugoslawischer und danach serbischer Automobilhersteller mit Sitz in Kragujevac, der viertgrößten Stadt des Landes. Der Name bedeutet auf Serbisch „Flagge“. Ursprünglich lautete der Name Crvena Zastava, was „Rote Flagge“ bedeutet.

## Geschichte
Die Erfolgsära der Pkw-Sparte des Unternehmens begann Ende der 1950er Jahre mit der Lizenzfertigung des Fiat 600 unter dem Namen Zastava 750. In den jugoslawischen Teilrepubliken sind diese Fahrzeuge unter dem Kosenamen Fića ('fit̠͡ɕa) oder Fićo ('fit̠͡ɕo), Verniedlichungsform von Fiat, bekannt.
Eine weitere Fiat-Lizenzfertigung folgte unter anderem mit dem Zastava Skala, einer Variante des Fiat 128 mit Schrägheck und großer Heckklappe, die in den 1980er Jahren durch das Stufenheckmodell ergänzt wurde. 2005 wurde mit Fiat ein Abkommen über die Lizenz und Fertigung eines modifizierten Fiat Punto im Zastava-Werk in Kragujevac unterzeichnet. Geplant wurde, jährlich etwa 15.000 Zastava 10 zu produzieren. Der Zastava 10 unterscheidet sich äußerlich nicht von der letzten Version des Fiat Punto II. Der Startpreis des Zastava 10 liegt bei ca. 8.000 €.
Die Zastava-Fabrik in Kragujevac wurde 1999 von der NATO bombardiert.
Die serbische Regierung und der italienische Automobilkonzern Fiat unterzeichneten am 29. September 2008 einen Joint-Venture-Vertrag, mit dem Fiat 67 Prozent des Zastava-Werks in Kragujevac übernahm. Das neue Unternehmen Fiat Srbija fertigte noch bis November 2008 die Zastava-Modelle Skala, Yugo und Florida.

## Yugo

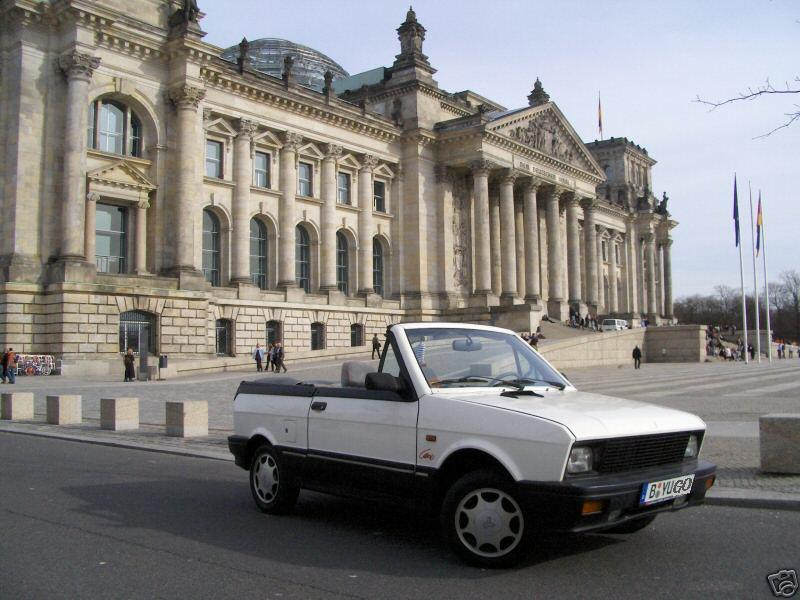
Zastava Cabrio/Yugo Cabrio

Die erste Eigenentwicklung von Zastava war der Yugo auf der Plattform des Fiat 128. Es folgte der Yugo Florida, der auch in Deutschland erhältlich war. Im Zuge der Einführung des Yugo Florida wurden auch die anderen Modelle von Zastava in Yugo umbenannt, aus dem bisherigen Modell Yugo wurde der Yugo Koral, aus dem 101/128 wurde der Skala.

## Automobil- und Nutzfahrzeugproduktion

### Produktion
Für 1965 wurde ein Jahresausstoß von 45 000 Kraftwagen (Pkw, Lkw und Kleinbusse) von Zastava geplant. Der Produktionsausstoß erhöhte sich fortlaufend bis auf einen Jahresausstoß von mehr als 200 000 Pkw. 1976 wurden 159 601 Pkw produziert. Bezogen auf Jugoslawien insgesamt kamen noch 29 814 Pkw von Tvornica Automobila (Sarajevo), Industrija Motornih Vozil (Novo mesto) und Tovarna Automobilnov cimos (Koper) hinzu, die verschiedene Renault-, Citroën- und VW-Typen in Lizenz produzierten.
Allerdings wird derzeit nur ein geringer Teil der möglichen Kapazitäten ausgelastet. Wegen der gegen Serbien verhängten Sanktionen wurden im Zeitraum von 1992 bis 1997 rund 10- bis 20 000 Automobile jährlich hergestellt. Diese Stückzahlen wurden auch durch die Einführung von neuen Modellen wie Yugo Ciao, Yugo Cabrio und Yugo Florida nicht wesentlich verändert. Mit dem neuen Modell Zastava 10 (Lizenz von Fiat) sollte neben der Lkw-Produktion (Lizenz von IVECO) und den noch produzierten Yugo-Modellen eine Stückzahl von 40 000 erreicht werden. Zastava hat bis jetzt mehr als 4 100 000 Fahrzeuge produziert, von diesen wurden 650 000 in 76 Länder exportiert.

### Produzierte Pkw
| Modell | Name                                                                          | Bauzeit   | Beschreibung                                                                                                | Bild |
| ------ | ----------------------------------------------------------------------------- | --------- | --- | ---- |
|        |                                                                               | 1953      | Lizenzfertigung des Willys Jeep                                                                             |      |
|        | Zastava AR-51/AR-55                                                           | 1954–1964 | Lizenzfertigung des Fiat Campagnola                                                                         |      |
|        | Zastava 1100                                                                  | 1954–1969 | Lizenzfertigung des Fiat 1100                                                                               |      |
|        | Zastava 1400BJ                                                                | 1954–1961 | Lizenzfertigung des Fiat 1400B                                                                              |      |
|        | Zastava 750/850 ("Fića")                                                      | 1955–1986 | Lizenzfertigung des Fiat 600                                                                                |      |
|        | Zastava 600 Multipla                                                          |           | Lizenzfertigung des Fiat 600 Multipla                                                                       |      |
|        | Zastava 1800                                                                  |           | Lizenzfertigung des Fiat 1800                                                                               |      |
|        | Zastava 2300                                                                  |           | Lizenzfertigung des Fiat 2300                                                                               |      |
|        | Zastava 1300                                                                  | 1961–1979 | Lizenzfertigung des Fiat 1300                                                                               |      |
|        | Zastava 1500                                                                  | 1963–1979 | Lizenzfertigung des Fiat 1500                                                                               |      |
| 101    | Zastava 1100/Skala (Stojadin) auf einigen Exportmärkten: Fiat 1100Z oder Yugo | 1971–2008 | nach Lizenz des Fiat 128 mit eigenständig konstruierter Heckpartie                                          |      |
| 102    | Zastava Jugo/Yugo/Koral auf einigen Exportmärkten nur: Yugo                   | 1980–2008 | eigenständige Konstruktion auf technischer Basis des Fiat 128                                               |      |
| 128    | Zastava 1100/Skala auf einigen Exportmärkten: Yugo                            | 1984 – ?  | Lizenzfertigung des Fiat 128                                                                                |      |
| 103    | Zastava Florida auf einigen Exportmärkten: Yugo Florida / Miami / Sana        | 1988–2008 | eigenständige Konstruktion auf T3-Plattform von Fiat                                                        |      |
|        | Zastava 10                                                                    | 2006–2008 | Lizenzfertigung des Fiat Punto                                                                              |      |
|        |                                                                               |           | Lizenzfertigung des Lada nur für den Binnenmarkt                                                            |      |
| 125PZ  |                                                                               |           | Lizenzfertigung des FSO 125p unter Verwendung von 40 % zugelieferten Originalteilen nur für den Binnenmarkt |      |
|        |                                                                               |           | Lizenzfertigung des FSO Polonez nur für den Binnenmarkt                                                     |      |
| 126PGL | (Peglica)                                                                     |           | Vertrieb des FSM 126p (Polski Fiat) unter eigenem Markennamen nur für den jugoslawischen Markt              |      |
|        |                                                                               |           | Montagefertigung des Fiat Regata aus zugelieferten Originalteilen nur für den Binnenmarkt                   |      |
|        |                                                                               |           | Montagefertigung des Fiat Croma aus zugelieferten Originalteilen nur für den Binnenmarkt                    |      |

## Nutzfahrzeuge
Zastava produzierte zunächst Lizenznachbauten verschiedener Fiat-Fahrzeuge (z. B. vom Fiat 1100 T). Mit den Typen Zastava 615 und Zastava 620 wurden ab 1961 auch eigene Entwicklungen produziert. Der Typ 620 B war ein Zweitonner mit 1,9 l - Vierzylindermotor. Im Jahr 1969 wurde die Nutzfahrzeugsparte in das eigene Werk Fabrike privrednih vozila - Zastava ausgelagert.
In den Jahren 1985 und 1988 wurden Kooperationsvereinbarungen mit Iveco geschlossen. 2001 folgte die Gründung von Zastava Kamioni.

## Waffenproduktion
Lange vor Aufnahme der Automobilproduktion gab es bereits den Rüstungshersteller Zastava Oružje. Diese Firma ist Hauptproduzent von Pistolen und Sturmgewehren für die Streitkräfte Serbiens.